# Bala (joguina)
|  | Aquest article tracta sobre les boletes de joguina. Vegeu-ne altres significats a «Bala (desambiguació)». |

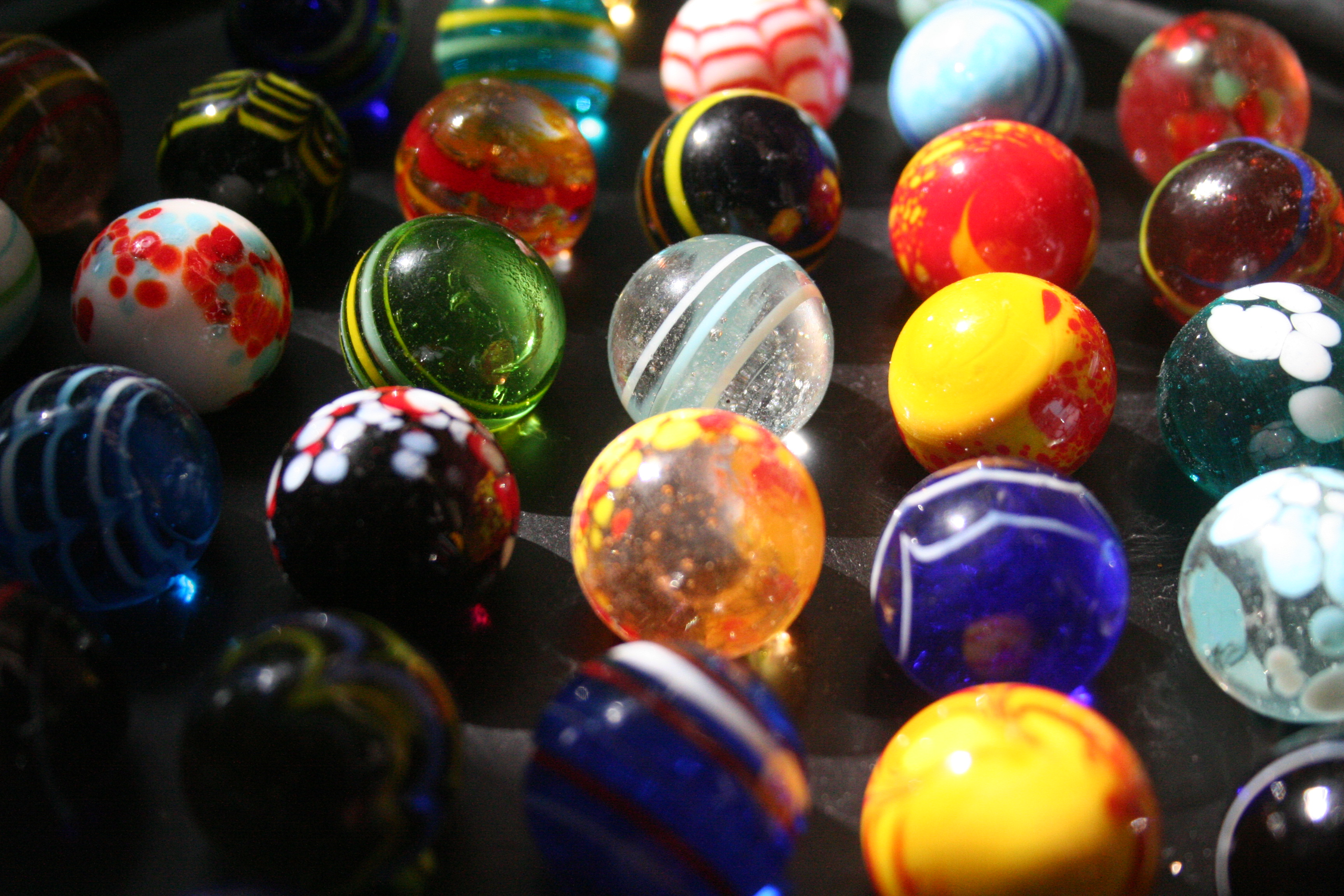
Bales fetes a mà en l'Àfrica Occidental

Les bales són peces esfèriques de petites dimensions, generalment de pedra o de vidre, d'un a tres centímetres de diàmetre que la mainada empra per a jugar, donant força amb els dits a una bolla i procurant fer-la trucar amb les altres. El joc de bales és un joc tradicional practicat pels infants de moltes èpoques i de països diversos. Les maneres de jugar a bales o a bolles són variades, amb normes particulars transmeses oralment.
Reben diversos noms segons les contrades: bales, bolles, sambeques, cimques, mèrvels, cascarines... (al municipi de La Garriga, al Vallès Oriental, les bales tenen un nom propi: caliues, tant és així que van posar aquest nom a l'Escola Bressol Municipal). A molts de vilatges de l'illa de Mallorca distingeixen entre bolles, que són les mitjanceres, i bolls que són les grosses (de més de 25 mm. de diàmetre); a certs vilatges diuen bolls a les que són de vidre, i bolles a les de pedra.
Al País Valencià se solen anomenar "boletes" a les menudes i "bàmbols", "bolots" o "bolonxos" les de major mida.
A Badalona existia una varietat en la que, en comptes de bales de vidre, es feien servir pinyols de nespra (anomenat localment micaco). Aquesta activitat lúdica   s'anomenava jugar a uitis. Es diua a terme preferentment als carrers sense pavimentar o almenys sense asfaltar, per tal d'afegir complicació al joc degut a les irregularitats del terreny.
Hi ha diverses maneres de jugar a bales, i es designen amb diversos noms: toc, toc i pam, ungla, parada, a peça, etc. (Vegeu els articles corresponents al DCVB, i també l'article "mèrvel"). Quan diuen simplement jugar a bolla, se sol entendre ‘jugar a toc i pam’. Jugar a bolla una és jugar de manera que tant si fan top, com pam, com top i pam, tan sols guanyen una bala; quan en guanyen dues o més, es diu jugar a toc i pam dues, a toc i pam tres, etc.

## Història
En les excavacions de Mohenjo-Daro, a la vall del riu Indus, foren trobades algunes bales de pedra. També a l'antic Egipte es trobaren nombroses bales en diverses èpoques. A Grècia es practicava la "troppa". Hi ha referències escrites i troballes arqueològiques que demostren la popularitat del joc de bales a l'Imperi Romà. Un dels termes que ha romàs és "orca". A l'edat mitjana aquesta popularitat es mantingué i ha perdurat fins a l'època actual.

## Vocabulari
- adreçar és posar la bolla un poc a la banda per a tirar a la bala contrària, si hi ha cap obstacle que no deixi tirar còmodament del punt on era; per a fer això, hi han de consentir tots els jugadors.

- fer bolles és treure amb un cop de bolla les que hi havia dins un rotlo.

- fer fèt o fer tèc vol dir encertar amb una bolla la d'un altre jugador, Fèt i pam encertar la bolla d'un altre, i al mateix temps restar a menys d'un pam de distància una bala de l'altra, la qual cosa dona un avantatge més al jugador qui ha fet fèt.

## Materials de construcció

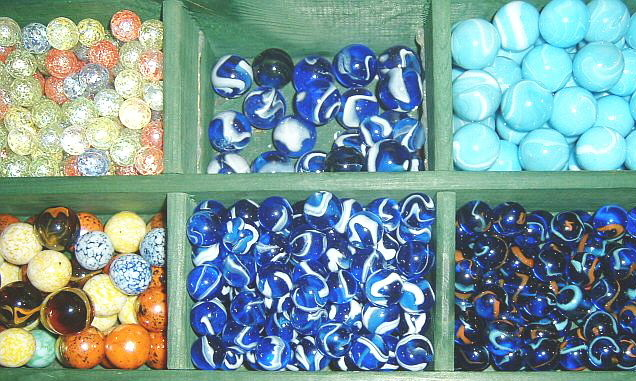
Bales de vidre de fabricació industrial

Les bales han estat fabricades en materials diversos: vidre, fusta, alabastre, argila cuita, pedra, os, metall i plàstic.

## Els jocs de bales
Hi ha molts jocs basats en les bales. Un dels més populars és el guà. Es juga entre dos i sis jugadors, aproximadament. Es fa un clotet a terra, el guà, no gaire pregon i amb costats en pendent i vores arrodonides.
Es fa una ratlla a prop de cinc metres del guà.
- Els jugadors tiren per torn, cadascú amb la seva bala i procurant ficar-la dins el guà o tan a prop com pugui.
- El jugador que ha restat més a prop o ha ficat la bala dins el guà comença a tirar.
- Ha de tirar contra una de les bales dels adversaris, procurant tocar-la i ficar-la al guà. Sempre que toqui una bala continua a tirar.
- Si arriba a ficar una bala adversària dins el guà la guanya.
- Quan un jugador falla la tirada perd el torn.

## Consideracions de seguretat i prevenció
Les bales comporten una sèrie de perills que cal prevenir.
- Poden ser emprades com a projectils
- Poden ser empassats per la mainada petita, amb risc d'asfíxia
- Abusar del joc pot provocar durícies i lesions.
- En certs països hi ha adolescents que hi juguen diners.

## Altres usos de les bales
Les bales s'usen en arts decoratives, en joieria i com a "fitxes" d'altres jocs. Hi ha qui les col·lecciona. També s'utilitzen a la indústria fent funcions d'agitació i de vàlvules de passatge, sobretot en entorns corrosius.